# Cephalocera riparia
Cephalocera riparia är en tvåvingeart som beskrevs av Hesse 1969. Cephalocera riparia ingår i släktet Cephalocera och familjen Mydidae. Inga underarter finns listade i Catalogue of Life.